# Vacance de logement
La vacance de logement est la vacance, c'est-à-dire l'absence d'occupation, d'un logement.
C'est l'un des indicateurs de tension ou d'anomalie (spéculation immobilière par exemple) du marché du logement. Il permet d'évaluer l'ajustement de l'offre de logements d'une zone à la demande. Il est utilisé en urbanisme de planification, dans le calcul des besoins à prévoir en logement pour un territoire, et en économie, pour le calcul de taxes. La vacance d'un bien immobilier peut avoir des causes temporelles (délai entre deux locations), économiques (spéculation), liées à l'état du bien (en cours de travaux ou en attente de destruction) ou encore sociales (manque de finances pour effectuer des travaux). D'autres biens peuvent également être vacants, comme les fermes en milieu rural, ou les bâtiments d'entreprise (surfaces industrielles ou commerciales).

## Raisons de la vacance de logement
Plusieurs facteurs peuvent être à l'origine de la vacance d'un bien :
- vacance frictionnelle liée au délai de relocation ou de revente d'un bien ;
- vacance d'obsolescence ou de dévalorisation - logements inadaptés à la demande ou en attente de réhabilitation ou de destruction ;
- vacance de transformation - logements en travaux ;
- vacance expectative - rétention spéculative, ou liée à un propriétaire ou locataire, malade, en voyage, expulsé ou liée à un contexte de guerre ;
- vacance liée à un désintérêt économique.

## État de la vacance de logements
Après la crise économique mondiale des années 2008 et suivantes, on compte plus de 60 millions de logements inoccupés dans le monde.
La vacance est en général plus faible dans le parc de logement social, qui bénéficie de loyers modérés.
Par exemple, en France, le taux de vacance dans le parc locatif social est de 3,2 % en 2011 selon l'INSEE. En revanche, elle est plus élevée dans les logements dégradés.

### Asie
On estime de 10,2 à 65 millions le nombre de logements vides en Chine. Certaines villes sont dénommées villes fantômes comme Ordos, en Mongolie intérieure.
L’Inde compte 11 millions de logements vides en zones urbaines et périurbaines, le Japon 8,2 millions (soit 13,5 % de l’ensemble des logements du pays).

### Europe
Plus de 11 millions de logements sont inoccupés en Europe, dont 3,4 millions en Espagne en 2011, et 2,4 millions en France en 2012, d'après l'INSEE. Au 1er janvier 2014, l'INSEE compte 2,6 million de logements vacants et en 2016 2,9 million.

#### En France
En 2016 en France selon l'Insee, il y avait 8,3 % de logements vacants, soit une augmentation de 0,5 points depuis 2009. Après la diminution de la vacance entre 1999 et 2009, on constate une nouvelle hausse des logements vacants depuis 2006. Entre 2011 et 2016, le nombre de logements vacants a augmenté de 3,4 %.
La structure des logements vacants est divisée en deux : les collectifs et les individuels. Au 1er janvier 2016, 52,1 % de logements vacants étaient collectifs, soit 47,9 % de logements vacants individuels. Dans les communes rurales, les logements vacants sont à plus de 85 % individuels. Dans les agglomérations de plus de 100 000 habitants, les logements vacants sont principalement collectifs (plus de 75 %). Ainsi, dans l'agglomération parisienne cette tendance se confirme avec 84,5 % des logements vacants collectifs.
Début 2024, selon la Banque des Territoires et l'Insee, le nombre de logements vacants (« fiscalement déclarés comme tels, non meublés, et non soumis à la taxe d'habitation ») dans le pays a atteint 3,1 millions en 2023 (+ 60 % depuis 1990, avec une hausse dans tous les départements métropolitains sauf la Corse et l'Hérault), mais ils sont surtout concentrés dans les espaces ruraux les moins densément peuplés (diagonale du vide, allant des Ardennes à l’Ariège) et dans l'Orne). La vacance « frictionnelle » (temps passé entre deux mises sur le marché) et « structurelle » (durable) doivent être distinguées. Les logements pouvant être vacants peuvent être dans cette situation pour cause de travaux, ou car encore à vendre ou à louer et sans acquéreur, soit car les propriétaires sont indécis dans leur gestion ; enfin une rotation des occupants peut faire augmenter les pourcentages des logements vacants.
Pour lutter contre le phénomène des logements vacants, le gouvernement français a instauré en 2020 le Plan National de Lutte contre les Logements Vacants (PNLV). Ce plan a pour objectif de réduire le nombre de logements inoccupés en facilitant leur remise sur le marché. L'initiative Zéro Logement Vacant fait partie de ce dispositif qui vise à aider les collectivités à identifier les logements vacants de plus de 2 ans du parc privé et à faciliter le contact des propriétaires de ces logements afin de les inciter à remettre leurs logements sur le marché. La plateforme Zéro Logement Vacant se base sur la base de données LOVAC, créée par le Cerema dans le cadre du PNLV, pour identifier et cibler les logements vacants en France.
Depuis la loi Climat et résilience et l'interdiction progressive des passoires énergétiques à la location de longue durée, la plateforme Zéro Logement Vacant intègre les données du parc locatif et les étiquettes énergétiques des logements. Cette intégration permet de mieux cibler les logements touchés par l'interdiction et qui pourraient devenir vacants.
Début 2025, plus de 100 000 propriétaires de logements vacants ont été contactés en France via Zéro Logement Vacant. La plateforme Zéro Logement Vacant regroupe un peu plus de 1 120 établissements publics inscrits, incluant des services déconcentrés, des communes et des EPCI, et d'autres établissements publics à fiscalité propre, tous éligibles à s'inscrire sur la plateforme.

##### Paris

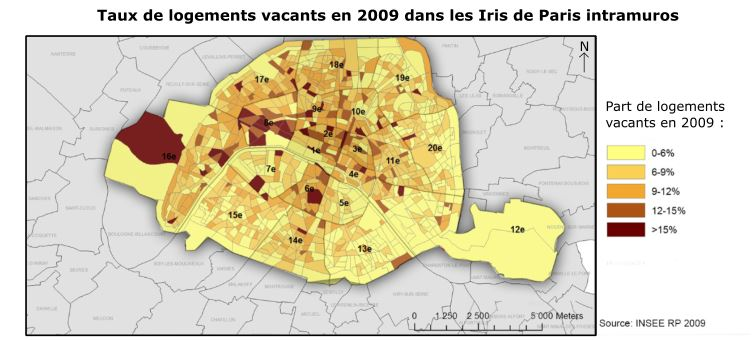
Pourcentage de logements vacants à Paris en 2009.

La vacance à Paris se concentre sur la rive droite, notamment dans les 2nd, 8e et 9e arrondissements. Les 13e et 14e arrondissements ont, à l’inverse, un faible taux de logements vacants. De manière globale, il y a une tendance à la hausse du nombre de logements vacants. L’inoccupation entre les changements de locataires ou de propriétaires est la principale cause de la vacance, surtout à Paris où le logement locatif représente une part très importante du marché immobilier. De plus, les logements vacants se concentrent dans des bâtiments anciens, au confort minimal. Il est aussi constaté que les arrondissements présentant un taux important de HLM tendent à avoir un taux faible de logements vacants, comme le 13e arrondissement. En revanche, les arrondissements comme le 8e ou 9e sont les moins densément peuplés de Paris, avec un faible taux de logements sociaux, ainsi on constate un fort taux de logements vacants. Les quartiers touristiques comme les Champs-Élysées concentrent également beaucoup de résidences secondaires et de parcs de bureaux.

En 2024 à Paris (et dans d'autres « aires d’attraction » urbaine et dans les villes de plus de 700 000 habitants), le taux de vacance est moindre (7 %), avec toutefois des situations contrastées dans les villes de 200 000 à 700 000 habitants (ex. : faible taux à Bayonne ou Cannes, mais taux élevé à Pau, Avignon ou Saint-Etienne.

### Amérique du Nord
On compte 18,6 millions de logements vacants aux États-Unis, soit près de 14 % de l’ensemble des habitations du pays. La vacance peut être extrêmement faible, comme dans certains quartiers de New York, mais aussi explosive, au point de nécessiter de raser des quartiers entiers, comme à Détroit (Michigan) après la crise des subprimes.

## Calcul de la vacance de logements
Le calcul peut être effectué à partir de différentes bases de données ou recensement. En France, il peut être fait avec les données INSEE, FILOCOM, EDF... Les variations sont importantes, de l'ordre de 2 % selon les méthodes, c'est pourquoi cet indicateur reste un estimatif et doit être utilisé avec prudence.

## Impacts de la vacance de logements
Un taux de vacance trop important a des effets économiques et sociaux majeurs. Il diminue l'attractivité touristique et résidentielle d'un territoire.
- Un bien vacant entraine une déperdition thermique (les voisins chauffent l'espace vacant, ce qui augmente leurs charges et leur bilan carbone).
- Un bien vacant peut se détériorer plus rapidement, du fait de l'absence de chauffage (apparition de champignons, moisissures...) ou de l'absence de passage (fuite d'eau qui peut durer avant sa détection...).
- La vacance est souvent le résultat d'une périurbanisation. Les ménages s'éloignent des centres-villes, avec moins de rentabilité pour les commerces et services dans le centre, une utilisation accrue de la voiture, plus de bouchons, plus de pollution.
- Les immeubles présentant un fort taux de vacances peuvent conduire à une augmentation de la délinquance (trafic dans les logements vacants...).
- Pour les collectivités, un taux de vacance important conduit à lever moins de taxe d'habitation[12], tout en ayant la charge d'un entretien accru (entretien de voiries moins utilisées, réparation des dégradations, voire intervention en cas de danger). Il y a un risque d'augmentation de la dette publique, voire de ville en faillite, comme Détroit (Michigan) en 2013.

## Actions d'ajustement de la vacance de logement
Les actions peuvent être directes ou incitatives.

### Recensement des logements vacants et information localisée
En Wallonie, la loi oblige depuis 2014 les compagnies distributrice d'eau et d'électricité à recenser les logements vacants, le ministère wallon du logement transmettant l'information aux communes, qui devront prendre des mesures. Une association a par ailleurs créé une carte interactive où épingler les logements vides à Bruxelles.

### Maintien des habitants dans le logement
Lorsque les expulsions deviennent trop importantes (crise économique), certaines collectivités s'opposent aux expulsions programmées par les banques, comme en Espagne.

### Réhabilitation
Une mise aux normes du logement peut suffire à remettre le bien dans le circuit du marché du logement. En France, l'OPAH est un dispositif d'aide à l'amélioration de l'habitat. Par ailleurs, le prêt à taux zéro a vocation à soutenir la réhabilitation dans les bourgs de moins de dix mille habitants où le taux de vacance s’écarte de la moyenne nationale et où se trouvent des équipements suffisants.

### Renouvellement urbain
Lorsqu'un quartier concentre des logements dégradés, la destruction puis la construction de nouveaux logements (renouvellement urbain) permet d'améliorer la qualité des logements, mais aussi de la forme urbaine (travail sur les hauteurs, les alignements, les ouvertures du quartier, aménagements des espaces extérieurs...). C'est également l'occasion d'améliorer la mixité sociale, les transports en commun. En France, l'ANRU et les EPF (Établissement public foncier) sont des structures majeures du renouvellement urbain, en matière de financements et d'opérations.

### Réquisition de logements vacants
Il existe trois dispositifs de réquisition de logements vacants en France, mais ils sont rarement appliqués.

## Politiques de gestion de la vacance delogementen France
En 1995, la mise en place d’une prime d’un montant de 1500€ est attribuée aux propriétaires bailleurs qui remettent en location le logement vacant. En 1998, La loi d’orientation relative à la lutte contre l’exclusion est mise en place. Elle a pour but la taxation des logements vacants dans les grandes agglomérations : Paris, Lyon, Lille, Bordeaux, Marseille, Toulouse, Montpellier, Nice et Cannes. Les critères doivent être des logements vacants de plus de 1 an et n’ayant pas changé de propriétaire.
En 2002, une aide aux propriétaires est mise en place afin de faciliter la remise sur le marché du logement. Puis en 2005, la loi de programmation pour la cohésion sociale institue une exonération d’impôt sur les revenus locatifs pour ceux qui remettent en location des logements vacants. Enfin, en 2006, les communes peuvent désormais taxer les logements vacants depuis plus de 5 ans par le bais de la taxe d’habitation.
M. François Rebsamen avait fait en 2009 une proposition de loi intitulée « Logement : lutte contre le logement vacant et solidarité nationale pour le logement ». Cette proposition avait été rejetée par le sénat. En 2013, la Taxe d'habitation sur les logements vacants a suivi, permettant la mise en recouvrement de 129,9 M €  (contre 38,4 M € en 2012).La Loi d'engagement national pour le logement du 13 juillet 2006 a étendu cette taxe et réduit la durée de la vacance à plus d'un an.